# NGC 7531
NGC 7531 est une galaxie spirale intermédiaire (ordinaire ?) située dans la constellation de la Grue. Sa vitesse par rapport au fond diffus cosmologique est de 1 361 ± 17 km/s, ce qui correspond à une distance de Hubble de 20,1 ± 1,4 Mpc (∼65,6 millions d'al). NGC 7531 a été découverte par l'astronome britannique John Herschel en 1836.
La classe de luminosité de NGC 7531 est II-III et elle présente une large raie HI. L'image du projet Legacy montre un anneau entourant le bulbe, mais pas la moindre trace de barre au centre de la galaxie. Les bases de données NASA/IPAC et Simbad, ainsi que d'autres sources, classent tout de même cette galaxie comme étant une spirale intermédiaire,.
Des photographies à très longue exposition révèlent la présence d'une structure diffuse, semblable à un nuage, à l'ouest de NGC 7531. Dénommé A2311.8-4353, il s'agit d'un vaste nuage d'étoiles en orbite autour de la galaxie et qui pourrait être le vestige d'une galaxie naine disparue, probablement engloutie par NGC 7531. Le nuage, en forme de bouclier ou de parapluie, est visible à droite de la galaxie sur l'image du projet « Legacy Surveys DR10 ».

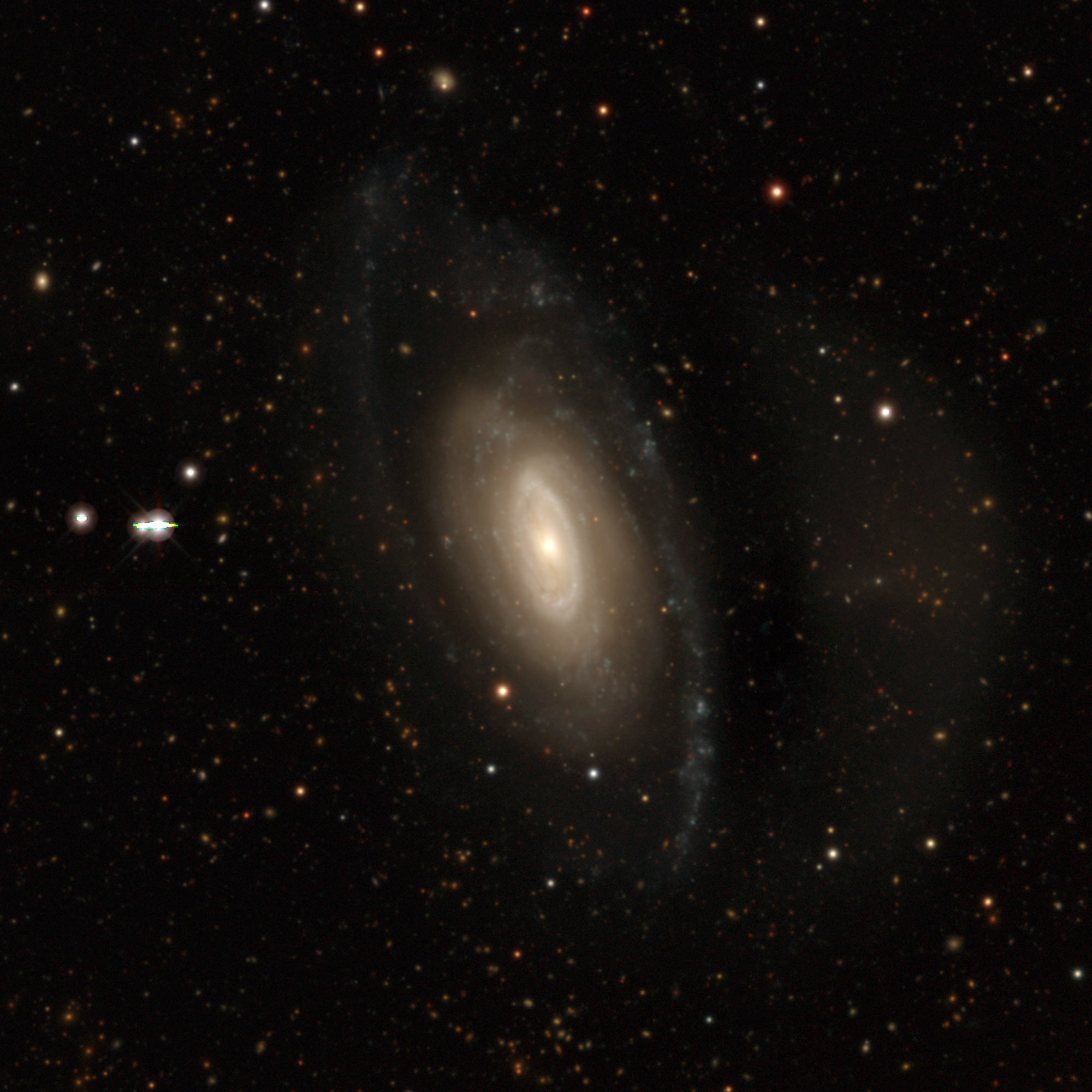
NGC 7531 par le projet « Legacy Surveys DR10 ».

À ce jour, 31 mesures non basées sur le décalage vers le rouge (redshift) donnent une distance de 22,310 ± 4,981 Mpc (∼72,8 millions d'al), ce qui est à l'intérieur des valeurs de la distance de Hubble.

## Morphologie
Un anneau de haute brillance de surface entoure le bulbe de NGC 7531. Cet anneau est un lieu de formation active d'étoiles et un certain nombre d'amas d'étoiles et de régions HII y ont été identifiés. En se basant sur l'émission H alpha, on a estimé le taux de formation d'étoiles dans cet anneau à 0,41 ± 0,12 {\displaystyle M_{\odot }}/an. On a observé une barre de faible luminosité dans le proche infrarouge à l'intérieur de l'anneau ainsi que des bandes de poussière. Cependant, les mouvements dans l'anneau intérieur sont surtout circulaire. Il se pourrait que cet anneau se trouve à l'emplacement d'une résonance de Lindblad.
Les deux bras spiraux de NGC 7531 sont relativement bien définis, mais leur brillance de surface est faible. Des régions HII y ont aussi été observées. Ces dernières présentent une formation active d'étoiles, d'avantage plus soutenue dans la partie sud-ouest de la galaxie.

## Trou noir supermassif
Il existe une relation purement empirique entre la masse des trous noirs supermassifs des galaxies spirales et certaines de leurs caractéristiques, dont l'angle d'inclinaison des bras spiraux. On a estimé que la masse du trou noir supermassif au centre de NGC 7531 serait compris entre 3 et 48 millions de masse solaire (107,07±0,61 {\displaystyle M_{\odot }}).

## Supernova
La supernova SN 2012dj a été découverte dans NGC 7531 le 1er juillet 2012 par l'astronome amateur néo-zélandais Stuart Parker. D'une magnitude apparente de 15,3 au moment de sa découverte, elle était de type Ib/c.

## Groupe de NGC 7582
Selon A. M. Garcia, NGC 7496 est membre du groupe de NGC 7582. Ce groupe de galaxies renferme au moins neuf membres. Les autres galaxies sont NGC 7531, NGC 7552, NGC 7582, NGC 7590, NGC 7599, NGC 7632, IC 5325 et ESO 291-24.
Sur son site en ligne « Un Atlas de l'Univers », Richard Powell rajoute au groupe cinq galaxies, soit NGC 7412, les galaxies IC 5267, 5267A et 5267B de l'Index Catalogue, et ESO 347-2A. Cette dernière galaxie ne figure ni dans la base de données NASA/IPAC ni dans celle de Simbad, un inconvénient que l'on rencontre fréquemment lorsque l'équivalent PGC n'est pas indiqué. D'après A. M. Garcia, les quatre premières galaxies de cette liste sont membres du groupe d'IC 5267.
Selon un article publié en 2006 par Sengupta et Balasubramanyam, toutes les galaxies du groupe de NGC 7582 mentionnées par Garcia sont des galaxies émettrices dans le domaine des rayons X. À ces galaxies, les auteurs de l'article ajoutent ESO 291-08, ESO 291-15 et ESO 347-08. En réunissant les galaxies de ces trois publications, on obtient un groupe de 15 galaxies.

## Galerie

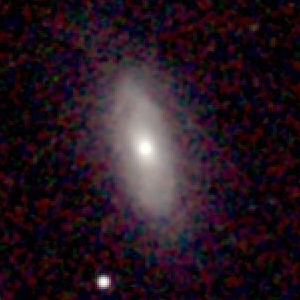
NGC 7531 imagée par le relevé 2MASS.
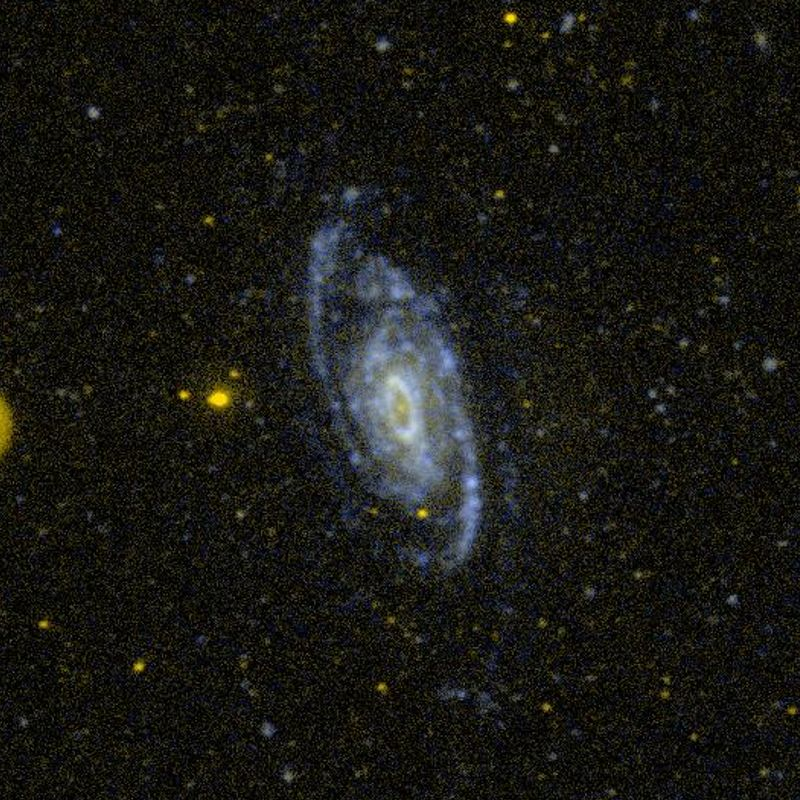
NGC 7531 vue en ultraviolet par le télescope spatial GALEX.